# Dario Lopilato
Dario Lopilato (šp. Darío Lopilato; rođen 29. januar 1981. godine u Buenos Ajresu) je glumac iz Argentine, stariji brat glumice Luisane Lopilato. Glumio je Čoka u seriji "Rebelde Way"